# Klitih (Karang Tengah)
Klitih is een bestuurslaag in het regentschap Demak van de provincie Midden-Java, Indonesië. Klitih telt 2997 inwoners (volkstelling 2010).